# الهجوم على سنار
شنت قوات الدعم السريع شبه العسكرية هجومًا واسع النطاق على القوات المسلحة السودانية في ولاية سنار، في تحرك يُعد من أخطر مراحل التوسّع الجغرافي لقوات الدعم خارج مناطق نفوذها التقليدي، مما أسفر عن اندلاع عنف مفرط ونزوح جماعي لعشرات الآلاف من المدنيين، وسط غياب واضح للسلطة الإدارية المحلية وتفكك في خطوط الدفاع.
الهجوم، الذي استهدف مدينة سنجة والمراكز الريفية المحيطة بها، استغل ما وُصف بفراغ أمني ناتج عن انشغال الجيش بجبهات الخرطوم ودارفور، وهو ما سمح للدعم السريع بالتقدّم السريع عبر محور النيل الأزرق، مستندًا إلى عناصر محلية أو مجندين من خارج الإقليم. وأشارت تقارير ميدانية إلى استخدام الدعم السريع لتكتيكات الكرّ والفرّ وقطع الطرق، بهدف إرباك تحركات الجيش وشل قدرته على التموين، في ظل تضاريس زراعية مفتوحة تسهّل عمليات الإنزال الخفيف والمباغتة.
ورغم أن ولاية سنار تُعد من المناطق المتعددة إثنيًا والمترابطة إداريًا مع الوسط النيلي، عانى السكان المدنيين ضحايا لعمليات انتقامية، من قبل قوات الدعم السريع المهاجمة أو لاخقا من شبكاتها الأهلية.
وقد وصف مراقبون الهجوم بأنه جزء من استراتيجية أوسع تسعى من خلالها قوات الدعم السريع إلى فتح جبهات جديدة لإجبار الجيش على التمدد والانهاك، وإعادة توزيع خريطة السيطرة بما يمنحها أفضلية تفاوضية مستقبلاً، إن لم يكن تفكيكاً عملياً لكيان الدولة المركزية عبر السيطرة على محاور الجنوب الشرقي.
في 5 مارس، شنّت القوات المسلحة السودانية هجومًا معاكسًا على ما تبقى من مناطق قوات الدعم السريع في ولاية سنار، وتمكنت في اليوم نفسه من استعادة آخر الجيوب التي كانت تحت سيطرة الدعم السريع، بما في ذلك بلدتي المزموم والدالي، مما أدى إلى انسحاب قوات الدعم السريع باتجاه حدود جنوب السودان. ويُعتقد أن هذا الهجوم جاء بعد تمهيد ناري وتحريك وحدات مشاة من محور سنجة، في إطار سعي الجيش لتأمين الممرات الجنوبية وكسر الطوق المفروض على وسط البلاد، مستفيدًا من إنهاك العدو وتراجع دعمه اللوجستي في الأطراف الشرقية.

## الخلفية
في 15 أبريل 2023، تصاعد التوتّر القائم بين قوات الدعم السريع والقوات المسلحة السودانية إلى مواجهة عسكرية شاملة. ويتزعم قوات الدعم السريع محمد حمدان دقلو، المعروف بـحميدتي، بينما يقود القوات المسلحة عبد الفتاح البرهان. ومنذ اندلاع الحرب، تمكنت قوات الدعم السريع من بسط سيطرتها على مناطق متعددة في أنحاء البلاد، مستغلة هشاشة المؤسسة العسكرية، وتفكك البنية الأمنية في بعض الأقاليم، فضلًا عن شبكة من التحالفات القبلية والمناطقية من الأطراف في دارفور وغرب كردفان.
وبعد سقوط مدينة ود مدني بيد قوات الدعم السريع، وهي العاصمة الإدارية لولاية الجزيرة وأحد أبرز مراكز الوسط النيلي، فتحت الطريق أمام وحدات الدعم السريع للتقدّم باتجاه ولاية سنار، مستفيدة من قربها الجغرافي وارتباطها الإداري والعرقي بجنوب الجزيرة.
وفي 30 يونيو 2024، شنّت قوات الدعم السريع هجومًا شاملًا على ولاية سنار، في ما اعتُبر تحركًا استباقيًا لتأمين عمقها الاستراتيجي جنوبًا، ومحاولة لتشديد الطوق الذي فرضته على مراكز القوات المسلحة في الخرطوم عبر فتح جبهة جديدة في قلب البلاد. وقد لحق هذا الهجوم تصاعد للتوترات العرقية في مناطق الوسط النيلي، وتوظيف الانقسامات المحلية لخدمة أجندات عسكرية أوسع.

## الهجوم
بدأ الهجوم على ولاية سنار بهجوم شنّته قوات الدعم السريع على قرية جبل موية الواقعة ضمن إقليم سنار، وهو ما شكّل نقطة الانطلاق الأولى للمعارك البرية في المنطقة. وسرعان ما امتدّ النزاع نحو العاصمة الإدارية للولاية، سنجة، حيث اندلعت اشتباكات عنيفة بين الطرفين.
اجتاحت مجموعات من مقاتلي الدعم السريع، يمتطون شاحنات صغيرة (بيك أب) مزوّدة برشاشات ثقيلة، شوارع سنجة، فنهبوا المنازل والمتاجر، واستولوا على المستشفى الرئيسي في المدينة. وقد زعمت قوات الدعم السريع أنها سيطرت على المقر الرئيسي للقوات المسلحة في المدينة، وهو مقر قيادة "الفرقة 17 مشاة"، ما يعكس محاولة لشلّ القيادة الميدانية للجيش في محور الجنوب الأوسط.
وبعد أن أحكمت قوات الدعم السريع قبضتها على العاصمة سنجة، واصلت توغلها شرقًا، واستولت على مدينة الدندر، الواقعة على مشارف الحدود مع ولاية النيل الأزرق.
إلا أن الجيش السوداني استعاد السيطرة على الدندر في 4 يوليو 2024، وأعلن أن قوات الدعم السريع انسحبت إلى مدينة سنجة.
وجاء في البيان العسكري أن القوات المسلحة كبّدت العدو خسائر فادحة، تمثلت في تدمير سبع مركبات عسكرية، والاستيلاء على تسع أخرى، وقتل نحو 170 مقاتلاً من قوات الدعم السريع، وأسر أحد القادة الميدانيين – لم يُذكر اسمه – من الجيش السوداني. كما نُشر تسجيل مصوَّر يظهر فيه عناصر من قوات الدعم السريع متمركزين فوق جسر الدندر، ما يوحي باستمرار المناوشات للسيطرة على المعابر الحيوية.
وفي 5 يوليو 2024، استعاد الجيش السوداني السيطرة على مدينة السوكي، الواقعة على بُعد نحو 25 ميلاً شرق سنار، في إطار تقدّمه المتصاعد على الجبهة الشرقية للولاية.
وقد جاءت هذه العملية العسكرية ضمن سلسلة هجمات منسقة نفّذتها وحدات المشاة والآليات المدرعة التابعة للفرقة 17، والتي تقدّمت عبر طرق ترابية فرعية مستغلة التضاريس الزراعية المنبسطة وغياب الغطاء الجوي لقوات الدعم السريع. وأشار مراقبون ميدانيون إلى أن السيطرة على السوكي شكّلت نقطة ارتكاز جديدة للجيش، تسمح له بفرض طوق شبه دائري حول سنجة من الجهة الشرقية، وتقليص هامش المناورة لدى العدو في الريف الشرقي، لا سيّما بعد أن تراجعت خطوط إمداده باتجاه النيل الأزرق.
في 20 يوليو 2024، لقي الفريق عبد الرحمن البِشي، قائد قوات الدعم السريع المكلّف بالعمليات في ولايتي سنار والنيل الأزرق، مصرعه في غارة جوية استهدفته داخل مدينة سنجة، بينما كان يقود العمليات الميدانية للقوات هناك.
وقد قُتل معه نحو 400 مقاتل كانوا ضمن التشكيلات التي يسيّرها، في ضربة جوية وُصفت بأنها الأكثر دقة وفتكًا منذ بدء الحملة في الجنوب الشرقي، ما مثّل ضربة قاصمة للقيادة الميدانية لقوات الدعم السريع في المحور الأوسط.
ويُذكر أن البِشي ينحدر من مدينة بوت التابعة لولاية النيل الأزرق، الأمر الذي كان يُضفي عليه شرعية اجتماعية محدودة في الأوساط المحلية التي كانت تتنازعها الولاءات خلال المعارك على عكس أغلب قادة الدعم السريع الذين كانوا ينحدرون من غرب السودان.
وبحلول 5 أكتوبر 2024، استعادت القوات المسلحة السودانية السيطرة على منطقة جبل موية، والتي تُعد موقعًا استراتيجيًا مرتفعًا يشرف على عدة محاور طرق تربط غرب سنجة بشرقها، وكانت تستخدمه قوات الدعم السريع كنقطة مراقبة وارتكاز ميداني.
وفي 19 أكتوبر 2024، جددت القوات المسلحة هجومها على الدندر، حيث أُفيد بأنها دمرت عددًا غير معلوم من العربات العسكرية التابعة لقوات الدعم السريع، كما أقامت نقاط تفتيش في القرى المحيطة، في خطوة تهدف إلى فرض طوق أمني وضبط الحركة اللوجستية في الريف الشرقي المتاخم للنيل الأزرق.
وبحلول 23 أكتوبر 2024، وبعد معارك استمرت عدة أيام، تمكن الجيش من دخول الدندر مجددًا وبسط سيطرته عليها بالكامل، مستكملًا بذلك سلسلة عملياته لاستعادة المدن الكبرى في محور سنار الشرقي، في ظل انكفاء متزايد لقوات الدعم السريع وفقدانها زمام المبادرة في تلك الجبهة.
في 20 أكتوبر 2024، أعلنت القوات المسلحة السودانية عن انشقاق القيادي البارز في قوات الدعم السريع أبو عقلة كيكل، الذي كان يشغل منصب قائد العمليات في ولاية الجزيرة. وقد عُد هذا التطور ضربة معنوية وتنظيمية في صفوف الدعم السريع، إذ مثّل كيكل أحد أبرز الميدانيين المتمرسين في التنقل بين الجبهات.
وبحلول 23 أكتوبر، كانت القوات المسلحة السودانية قد أحكمت قبضتها على مدينة الدندر بعد معارك متقطعة استمرت عدة أيام. ومنذ ذلك التاريخ، تابعت وحدات الجيش زحفها التدريجي نحو سنجة، عاصمة ولاية سنار، عبر محور الريف الشرقي، محرّرة القرى واحدة تلو الأخرى من قبضة قوات الدعم السريع، التي كانت تتبع نمط "حرب التعذيب"، المتمثل في القمع الممنهج، النهب، واستخدام الترهيب المدني كأداة عسكرية، في انتهاك صريح لأعراف القانون الدولي الإنساني.
وفي 7 نوفمبر 2024، نفّذت القوات المسلحة حملة اعتقالات موسّعة في القرى الواقعة في الريف الغربي للدندر حيث كان كان موضع شكّ في إنشاءه بيئة حاضنة للدعم السريع لها مدعومة بقوائم أسماء معدّة مسبقًا، تم خلالها توقيف العشرات من المشتبه بانتمائهم لقوات الدعم السريع أو تعاونهم معها لوجستيًا أو استخباراتيًا وتوسيعا دائرة الاستهداف لتشمل الداعمين غير المقاتلين، ما يشير إلى انتقال الجيش من مرحلة الاشتباك المفتوح إلى عمليات التمشيط والاستقرار الأمني وتطهير المناطق من العناصر المتبقية.
وبحلول 22 نوفمبر، أصبحت وحدات الجيش على أبواب مدينة سنجة، حيث سُمعت أصوات اشتباكات عنيفة في أطراف المدينة، ووردت تقارير عن وقوع إصابات في صفوف المدنيين جراء القصف المتبادل والقنص العرضي.
وفي صباح 23 نوفمبر، شنّت القوات المسلحة هجومًا شاملًا على المدينة بإستخدام الطيران والمشاة والعربات التقنية والمدفعية، واقتحمت شوارعها وأسواقها المركزية، واستعادت السيطرة على المستشفى الرئيسي ومقر قيادة الفرقة 17 مشاة، وهو الموقع الذي شكّل طيلة شهور مركزًا لعمليات الدعم السريع. وقد عمّت الاحتفالات من الحواضن الاجتماعية التي تضررت من سيطرة الدعم السريع شوارع المدينة، وبدأت أعداد من المدنيين النازحين في العودة إلى منازلهم، بعد أشهر من النزوح القسري والمعاناة تحت وطأة الاحتلال شبه العسكري.
وبحلول فبراير 2025، هدأت جبهة سنار نسبيًا وغابت فيها العمليات النظامية الكبرى، إذ تحوّلت بؤر القتال الرئيسية وإشتباكاتها المتكررة إلى ولايات أخرى مثل الجزيرة، ولاية الخرطوم، شمال كردفان، ودارفور. غير أن سرية تابعة لقوات الدعم السريع، قوامها نحو 100 مقاتل، أعلنت استسلامها للقوات المسلحة في مدينة سنجة بتاريخ 15 فبراير، في مؤشر على تآكل القدرة القتالية المعنوية لقوات الدعم السريع في المنطقة.
وفي 5 مارس 2025، أطلقت القوات المسلحة هجومًا مضادًا واسع النطاق على آخر ما تبقى من جيوب وفلول الدعم السريع داخل ولاية سنار، واستعادت في اليوم ذاته السيطرة الكاملة على المناطق التي كانت تحت سيطرة العدو، بما فيها بلدتي المزموم والدالي. وقد أدّى ذلك إلى انهيار الخط الدفاعي المتبقي، ودفع قوات الدعم السريع إلى الانسحاب جنوبًا عبر الحدود نحو أراضي جنوب السودان، في مشهد اختتم به فصل قتال دامٍ وطويل في هذه الولاية الحيوية.

## تأثير
وأجبرت أعمال العنف نحو 57 ألف شخص على الفرار من منازلهم. وصل الفارون من سنجة إلى ولايات القضارف والنيل الأزرق والنيل الأبيض وكسلا التي تسيطر عليها كلها قوات الجيش السوداني. وبدأت منظمات الإغاثة في ولاية القضارف، التي كانت تستضيف بالفعل أكثر من 600 ألف شخص، التخطيط لوصول الفارين من سنار.
لقد كان لهجوم سنار عواقب إنسانية وخيمة، مع احتمال حدوث تعطل مستقبلي للبرامج الزراعية واسعة النطاق في المحافظات القريبة وهي النيل الأزرق والنيل الأبيض والجزيرة.